# Ceanothus
Ceanothus är ett släkte av brakvedsväxter. Ceanothus ingår i familjen brakvedsväxter.

## Bildgalleri

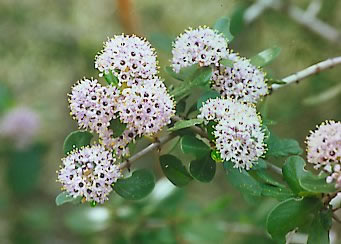
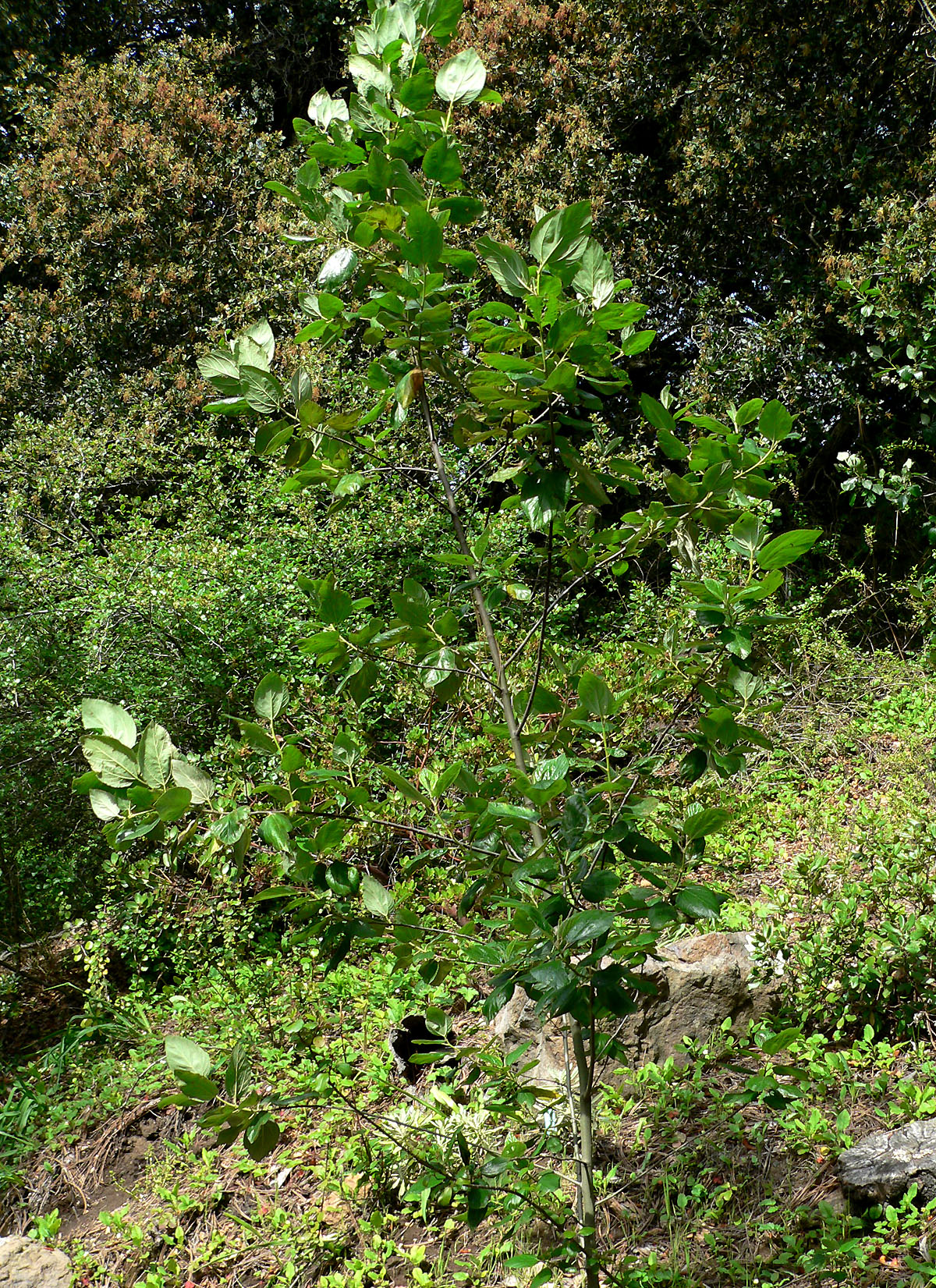
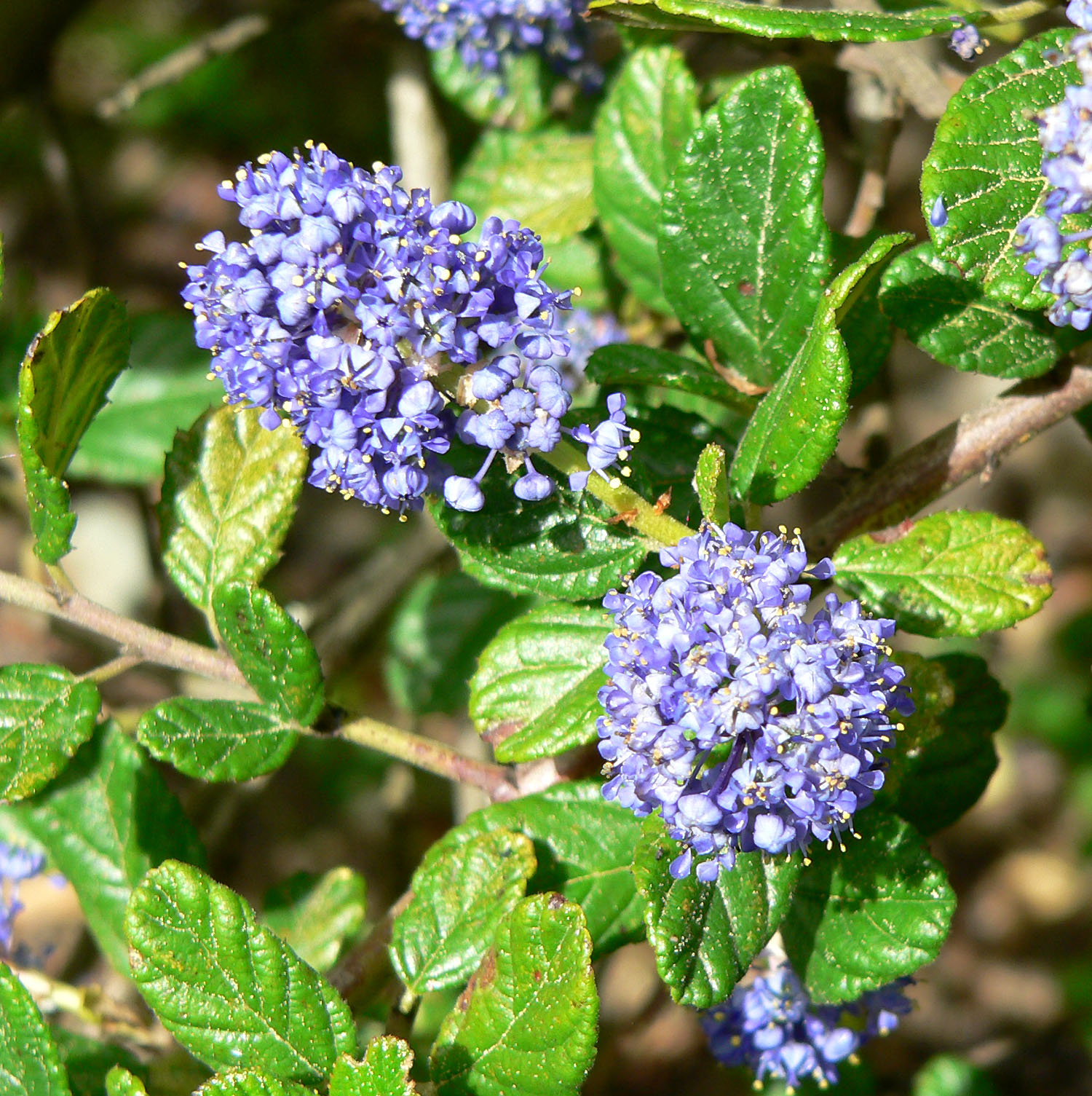
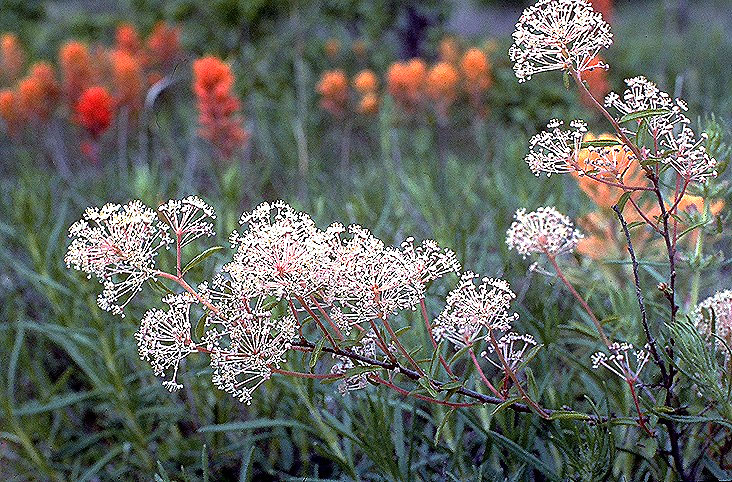
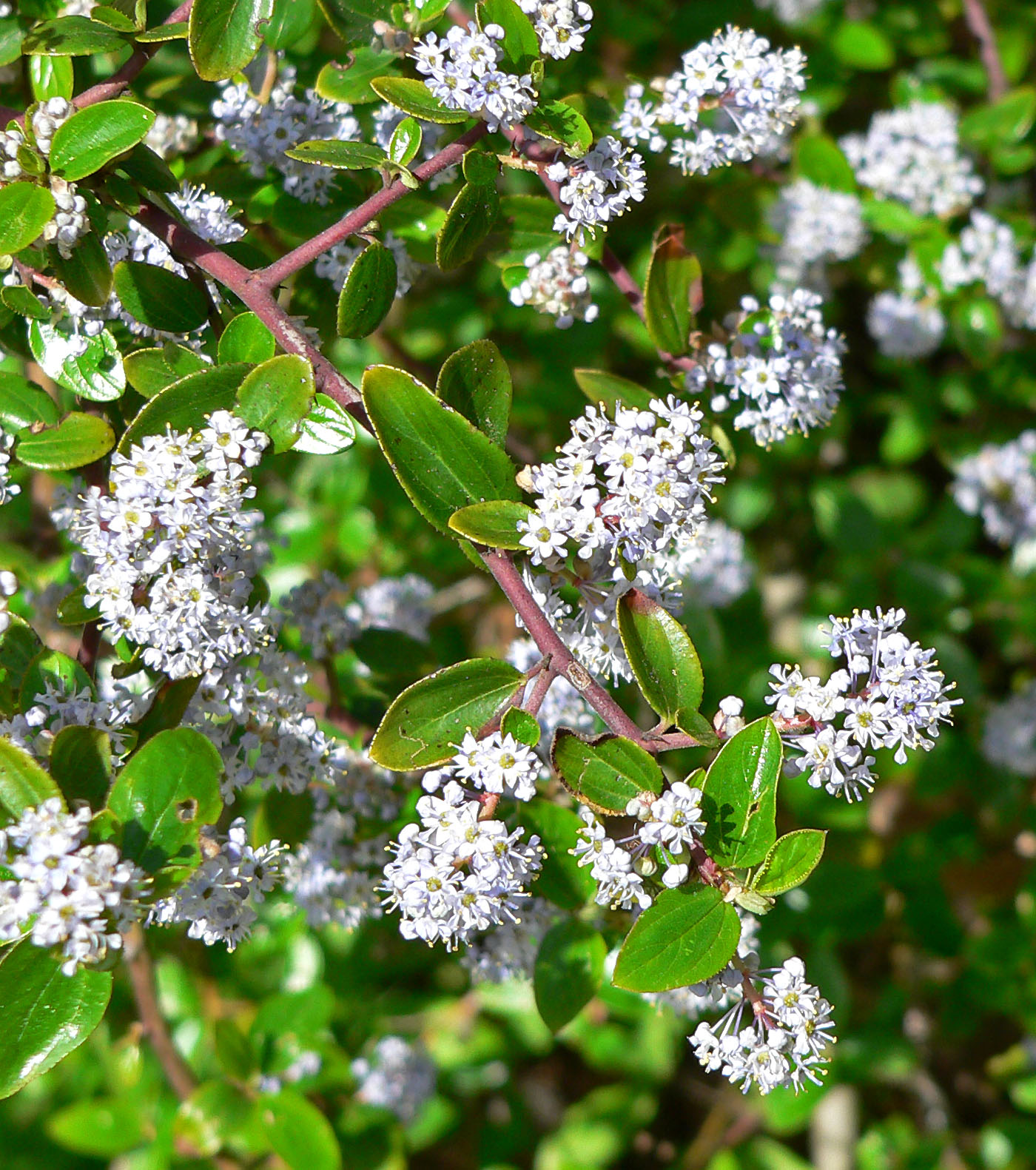
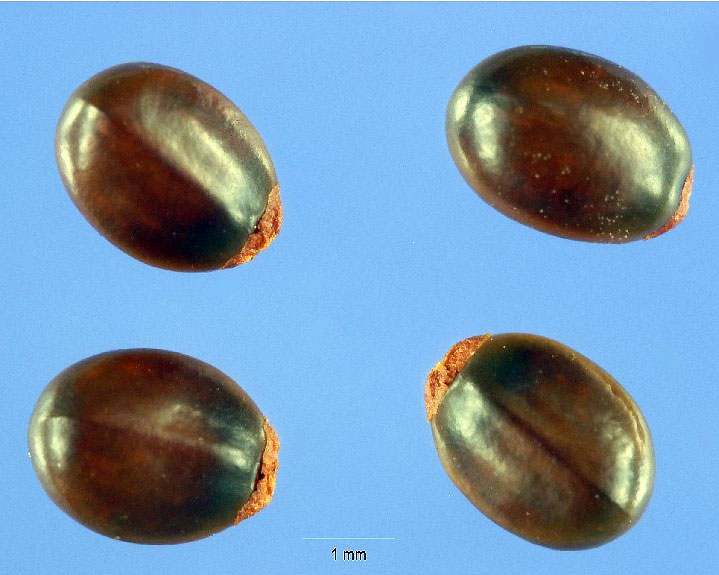

## Dottertaxa tillCeanothus, i alfabetisk ordning[1]
- Ceanothus americanus
- Ceanothus arboreus
- Ceanothus arcuatus
- Ceanothus bolensis
- Ceanothus buxifolius
- Ceanothus chloroxylon
- Ceanothus coeruleus
- Ceanothus confusus
- Ceanothus connivens
- Ceanothus cordulatus
- Ceanothus crassifolius
- Ceanothus cuneatus
- Ceanothus cyaneus
- Ceanothus dentatus
- Ceanothus depressus
- Ceanothus divergens
- Ceanothus diversifolius
- Ceanothus fendleri
- Ceanothus ferrisiae
- Ceanothus flexilis
- Ceanothus foliosus
- Ceanothus fresnensis
- Ceanothus gloriosus
- Ceanothus greggii
- Ceanothus griseus
- Ceanothus hearstiorum
- Ceanothus herbaceus
- Ceanothus impressus
- Ceanothus incanus
- Ceanothus integerrimus
- Ceanothus jepsonii
- Ceanothus lemmonii
- Ceanothus leucodermis
- Ceanothus lobbianus
- Ceanothus lorenzenii
- Ceanothus maritimus
- Ceanothus martinii
- Ceanothus masonii
- Ceanothus megacarpus
- Ceanothus mendocinensis
- Ceanothus microphyllus
- Ceanothus mocinianus
- Ceanothus ochraceus
- Ceanothus oliganthus
- Ceanothus ophiochilus
- Ceanothus otayensis
- Ceanothus palmeri
- Ceanothus papillosus
- Ceanothus parryi
- Ceanothus parvifolius
- Ceanothus pinetorum
- Ceanothus prostratus
- Ceanothus pumilus
- Ceanothus purpureus
- Ceanothus roderickii
- Ceanothus rugosus
- Ceanothus sanguineus
- Ceanothus serpyllifolius
- Ceanothus serrulatus
- Ceanothus sonomensis
- Ceanothus sorediatus
- Ceanothus spinosus
- Ceanothus thyrsiflorus
- Ceanothus tomentosus
- Ceanothus vanrensselaeri
- Ceanothus veitchianus
- Ceanothus velutinus
- Ceanothus verrucosus